# ایندوپروفن
ایندوپروفن (انگلیسی: Indoprofen) یکی از داروهای ضدالتهاب غیراستروئیدی است. این دارو پس از تولید در دههٔ ۸۰ میلادی به سبب ایجاد عارضهٔ «خونریزی گوارشی» از بازار دارویی جمع شد.
طی پژوهشی که در سال ۲۰۰۴ میلادی انجام شد، مشاهده گردید که این دارو، تولید پروتئین حیاتیِ «بقای سلول عصبی حرکتی (SMN)» را افزایش می‌دهد و شاید بتوان از آن، در درمان آتروفی عضلانی نخاعی سود جست.